# Catalogue des œuvres d'Aristote selon Diogène Laërce

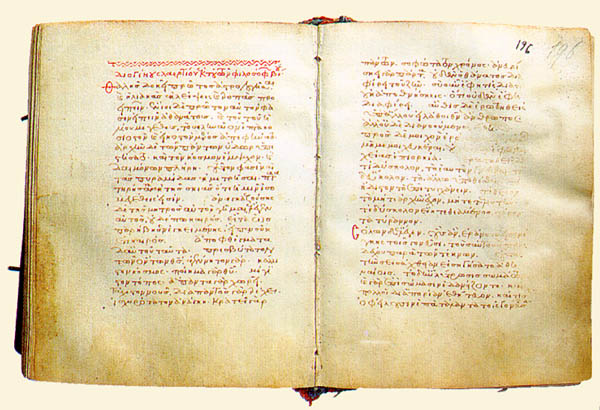
Codex du monastère de Dionysiou, montrant ici des extraits de Diogène Laërce.

Le catalogue des œuvres d'Aristote selon Diogène Laërce est la plus ancienne des sources antiques recensant l'œuvre d'Aristote dont nous disposions aujourd'hui. Beaucoup de ces ouvrages ont aujourd'hui disparu et nous sont donc inconnus. Selon Vies et doctrines des philosophes de l’Antiquité, le livre où figure le catalogue, les ouvrages d’Aristote « forment en tout quatre cent quarante-cinq mille deux cent soixante-dix lignes ».
Le catalogue établi par Diogène Laërce liste environ 150 ouvrages, correspondant à 6 000 pages. Aujourd'hui, nous ne disposons plus que de trente d'entre eux, dans le texte établi par Andronicos de Rhodes.

## Présentation

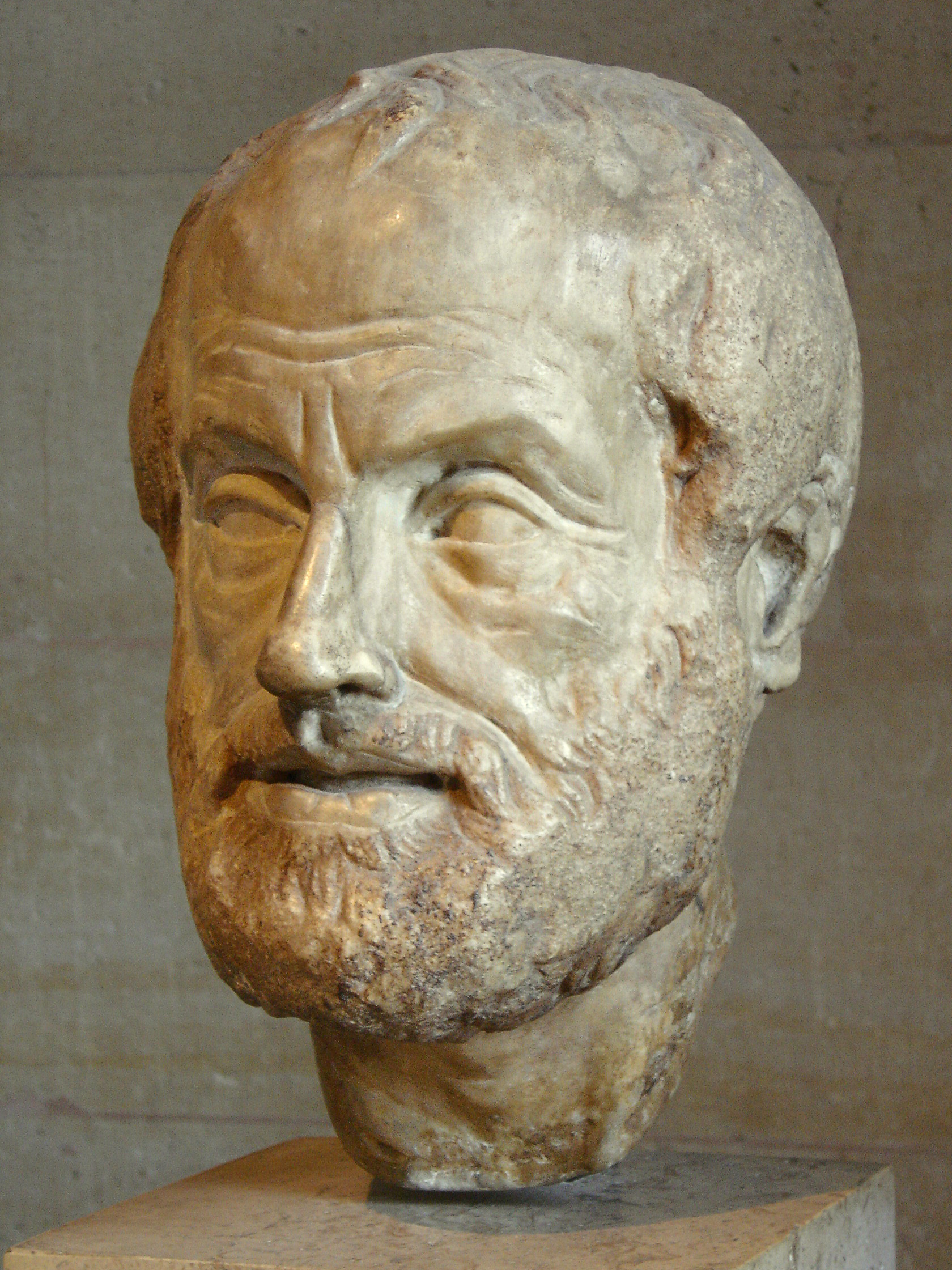
Portrait d'Aristote, d'après Lysippe.

Le catalogue des œuvres d'Aristote établi en grec ancien par Diogène Laërce est l'une des trois listes de ces œuvres que nous a laissées l'Antiquité : 
- celle de Diogène Laërce est contenue dans son ouvrage Vies et doctrines des philosophes illustres, Livre V, Les Péripatétiques 22-27, qui date du IIIe siècle ;

- La Vita Menagiana (anonyme), également connue sous le nom de Vita Hesychii, est attribuée à Hésychios de Milet, et date, elle, du Ve siècle ;

- enfin, il existe un catalogue attribué à Ptolémée el-Garib, qui nous est connu en deux versions arabes de Ibn al-Qifti (vers 1172-1248) et de Ibn Abi Usaibia (1203-1270). Cette liste pourrait remonter au IVe siècle.

L'ouvrage de Diogène Laërce, Vie et doctrine des philosophes illustres, qui contient donc la liste des œuvres d'Aristote, est généralement considéré comme confus, mal organisé et sans mérite littéraire. Il reste cependant la source la plus détaillée qui reste aujourd'hui sur la vie d'Aristote. Pour présenter la vie et l'œuvre d'Aristote, Diogène Laërce avait manifestement accès à de nombreux ouvrages disparus aujourd'hui. Il cite dix auteurs sur lesquels il s'appuie, tels que Aristippe de Cyrène ou Apollodore d'Athènes.

## Origines du catalogue

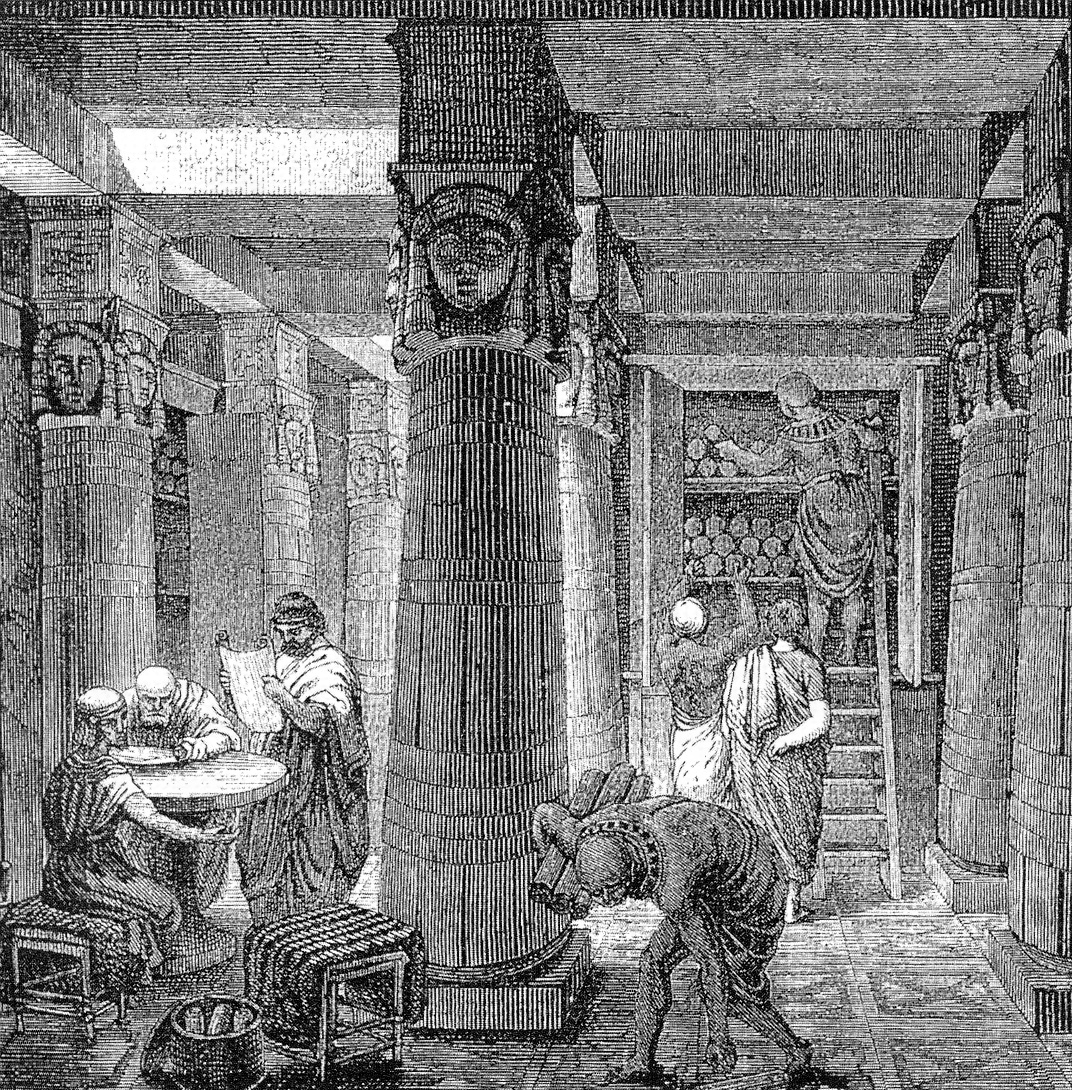
Évocation de la bibliothèque d'Alexandrie, dont les ouvrages seraient à l'origine indirecte du catalogue établi par Diogène Laërce.

Le catalogue des ouvrages d'Aristote dressé par Diogène Laërce fait appel à de nombreuses sources indirectes, dans la mesure où l'auteur de la liste n'a pas lu lui-même l'ensemble des textes qu'il mentionne (Diogène n'a probablement consulté que les écrits de Platon et d'Épicure).
Selon Ingemar Düring, la source principale du catalogue établi par Diogène Laërce serait la liste établie par Hermippe de Smyrne (dont il ne nous reste plus rien aujourd'hui), liste qui aurait également été utilisée plus tard par Hésychios de Milet. Cette hypothèse diffère donc de celle envisagée par Paul Moraux, pour qui Diogène Laërce aurait fondé son travail sur une liste établie par Ariston de Céos, ce dernier aurait éventuellement écrit une histoire de l'école péripatéticienne.
Ces deux hypothèses ne sont en réalité pas très divergentes : Ingemar Düring pense en effet que Hermippe a fait appel à toutes sortes d'ouvrages qu'il a pu consulter à la bibliothèque d'Alexandrie, où il aurait pu compulser en particulier des textes d'Ariston de Céos.
L'attribution à Hermippe du catalogue initial, à l'origine de celui de Diogène Laërce, semble aujourd'hui généralement admise, bien qu'elle soulève un certain nombre de difficultés sérieuses. Car dans le même livre, Diogène transcrit le catalogue des œuvres de Straton, Théophraste et Démétrios, qui souvent rassemblent plusieurs listes antérieures. Et l'exposé de la philosophie d'Aristote montre plusieurs sources différentes et contradictoires.

## Lecture critique
Le catalogue établi par Diogène Laërce a donné lieu à de nombreux commentaires. Le recoupement avec ce que nous connaissons des œuvres d'Aristote au travers d'Andronicos de Rhodes en est un aspect particulièrement important. Il faut cependant conserver à l'esprit que les ouvrages d'Aristote tels que nous les connaissons aujourd'hui ont peut-être été, au moins en partie, réécrits par Andronicos, selon un plan et un style propre. De même que ce qui nous est parvenu d'Aristote ne concerne que les ésotériques (destinés aux disciples avancés) et sont probablement rédigés dans un style nettement plus austère que les Exotériques (destinés à vulgariser les idées d'Aristote auprès d'un public plus large) ne l'étaient sans doute.
L'analyse voit un catalogue organisé de façon systématique : d'abord les éxotériques, suivis des ésotériques, des collections, organisés par sujet et des lettres et poèmes. Ce catalogue est antérieur à Andronicos mais semble daté car Diogène cite des livres qui n'en font pas partie. Le problème du catalogue est que de nombreux livres que nous connaissons sont répartis dans d'autres traités ou ont des titres différents. Le cas le plus flagrant est celui des Topiques qui n'apparaissent pas mais qui sont répartis dans plusieurs traités, peut-être est-ce une compilation faite par Andronicos.
La comparaison avec d'autres écrits permet d'authentifier certains ouvrages : Politique fut évoqué par le Pseudo-Elias, Art est authentifié par Cicéron, une inscription confirme une liste des vainqueurs des Jeux pythiques écrite avec Callisthène, des papyrus fragmentaires font état de la liste des vainqueurs du stadion aux Jeux olympiques antiques. Alexandre d'Aphrodise sur ses commentaires des traités d'Aristote, cite des fragments des écrits Des problèmes (ce n'est probablement pas le fameux traité perdu) et Sur le bien (résumé de l'enseignement oral de Platon).
La critique remet quelques données en question dans le catalogue. Le total des lignes de l'œuvre, 445 270, est, pour certains éditeurs de Diogène, probablement faux ou corrompu. Dans le même livre, Diogène Laërce indique des lignes totales pour l'œuvre de Théophraste et Straton mais la comparaison avec les trois auteurs en se basant sur le nombre moyen de lignes par livre donne un écart très élevé et peu vraisemblable.

## Contenu
Le catalogue des œuvres d'Aristote établi par Diogène Laërce est annoncé par ces mots : 

« Il a composé une infinité d'ouvrages, dont j'ai jugé à propos de donner ici le catalogue, eu égard au rare génie qu'il a déployé dans tous les genres »

— Diogène Laërce, Vies et doctrines des philosophes de l'Antiquité (traduction Charles Zévort), p. 222
Les chiffres romains indiquent le nombre de livres sauf si le traité n'en occupe qu'un seul. Dans les manuscrits, Diogène indique tous les numéros des livres à la suite, même s'il n'y en a qu'un seul. Les chiffres de la correspondance indiquent probablement le nombre de lettres. Cette liste est la suivante, : 
[ouvrages éxotériques]
- Sur la Justice (IV)[16]
- Sur les Poètes (III)
- Sur la Philosophie (III), peut-être les livres XII à XIV de la Métaphysique[17]
- La Politique (II)
- Gryllos ou de la Rhétorique, dialogue consacré au fils de Xénophon
- Nérinthos
- Le Sophiste
- Ménexène
- De l'Amour
- Le Banquet
- Sur la Richesse
- Le Protreptique
- La Pauvreté
- De l'Âme, ne désigne pas le traité conservé mais un traité inspiré du Phédon[10].
- De la Prière
- De la Noblesse
- Du Plaisir
- Alexandre ou Sur les Colons, le titre corrigé pourrait être Pour les colons mais l'expression fait penser à un titre inauthentique[10].
- Sur la Royauté

[ouvrages ésotériques et collections, classés par sujet]
- Sur l'Éducation
- Sur le Bien (III)
- Les Lois de Platon (III)
- Sur la République (II)
- L'Économique, il semblerait que le titre désigne plus le premier livre de Politique, qui ne semble pas être bien classé dans le catalogue[10].
- De l'Amitié
- De la Patience
- Des Sciences
- Des argumentations éristiques (II), désigne probablement les Réfutations sophistiques[10].
- Solutions des sujets de discussion (IV)
- Divisions sophistiques (IV), il se peut que ce soit le même ouvrage que le précédent, avec un autre titre[10].
- Des Contraires
- Des Idées et des Genres
- Du Particulier[18]
- Des Mémoires argumentatifs (III)
- Propositions sur la Vertu (III)
- Objections, probablement aux propositions précédentes
- Des Choses qui se disent de plusieurs façons ou de la Prothèse ou Des termes employés en un nombre donné de sens ou auxquels on ajoute une précision, probablement la Métaphysique car les titres se rattachent à des notions proches[10].
- De la Colère ou Des Passions, il est probable qu'il s'agit d'un même traité, le terme de passion devait être une glose[10].
- Éthique (V), probablement une version ancienne de l'Éthique à Eudème[10].
- Des Éléments (III)
- De la Science
- Du Principe
- Divisions (XVII)
- Des Choses divisibles
- De la Demande et de la Réponse (II), une hypothèse indique que c'est peut être le huitième livre des Topiques[10].
- Du Mouvement (II)
- Propositions, il semblerait qu'il y ait eu une mauvaise transmission, prit à tort comme un ouvrage à part, et que l'ouvrage précédent était titré Propositions sur le mouvement[10].
- Propositions contentieuses (IV)
- Syllogismes
- Premiers discours analytiques (VIII ou IX)
- Grands discours analytiques postérieurs (II)
- Des Sujets de controverse ou Des Problèmes
- De la Méthode (VIII), édition complète des Topiques, le titre référence la première phrase[10].
- Du Meilleur
- De l'idée
- Définitions avant les topiques (VII), selon le catalogue d'Hésychios, l'ouvrage des définitions ne comprend qu'un livre, les Topiques étant les six autres livres.
- Syllogismes (II)
- Syllogistique et Définitions
- De l'Éligible et de l'Accident, probablement le troisième livre des Topiques. Il est possible que ce soit le même ouvrage que Du Meilleur, avec un titre différent[10].
- De ce qui vient avant les topiques
- Topique avant les définitions (II)
- Des Passions des Choses divisibles
- La Mathématique
- Définitions (XIII)
- De l'Argumentation (II)
- Du Plaisir. Il semble que ce titre et les trois suivants ne sont qu'un seul et même traité. Propositions est vu à tort comme un titre à part, c'est probablement un recueil de propositions thématiques. L'hypothèse de traités éthiques est rejetée car ce n'est pas la partie exotérique[10].
- Propositions
- Du Volontaire
- Du Beau
- Vingt-cinq argumentations
- Propositions sur l'Amour (IV)
- Sur l'Amitié (II)
- Sur l'Âme
- Questions politiques (II)
- Lectures politiques comme celles de Théophraste (VIII), probablement Politique bien que la mention de Théophraste prête à confusion[10].
- Sur les Choses justes (II)
- Abrégé des Arts (II)
- De la Rhétorique (II)
- L'Art
- Un autre Art (II)
- Traité de la Méthode
- Introduction à l'Art de Théodecte
- Travaux sur la poétique (II)[23]
- Réflexions sur la Rhétorique
- De la Grandeur
- Division des réflexions
- De la Diction (II)
- Du Conseil
- De la Conclusion (II)
- De la Nature (III)
- Physique
- Philosophie d'Archytas (III)
- Sur celle de Speusippe et de Xénocrate
- Extraits du Timée et d'Archytas
- Contre Mélissos
- Contre Alcméon
- Contre Pythagore[19]
- Contre Gorgias. Il est fort probable que ce titre et les deux suivants désignent un même traité, De Melisso Xenophane Gorgia, qui est apocryphe[10].
- Contre Xénophane, des manuscrits indiquent le nom de Xénocrate.
- Contre Zénon
- De la Doctrine pythagoricienne
- Des Êtres vivants (IX), probablement l'Histoire des Animaux[10].
- Des Dissections (VIII), des manuscrits indiquent 7 ou 9 livres[10]
- Choix de dissections
- Des Animaux composés
- Des Animaux de la fable
- Des Plantes (II), nous ne savons pas si Diogène parle du traité authentique ou celui que nous avons conservé, apocryphe[10].
- Physiognomonique
- Art de la médecine (II)
- De la Monade
- Des Signes des tempêtes
- Astronomie
- Optique (du mouvement)
- De la Musique
- Traité de la Mémoire
- Des Ambiguïtés homériques (VI)
- Poétique
- Des Choses naturelles concernant les éléments (XXXVIII)
- Réflexions nouvelles (II)
- Des Arts libéraux (II)
- Mécanique, probablement le traité écrit par Straton[10].
- Réflexions tirées de Démocrite (II)
- De la Pierre
- Paraboles
- Mélanges (XII)
- Expositions par genres (XIV)
- Jugements
- Olympioniques
- Musique pythonique
- Pythique
- Argument des jeux pythiques
- Victoires dionysiaques
- Des Tragédies
- Didascalies
- Proverbes
- De la Force de la loi ou Lois pour les repas en commun[10]
- Des Lois (IV)
- Catégories
- De l'interprétation
- Des Constitutions des villes (cent cinquante-huit) et en particulier des constitutions démocratiques, oligarchiques, aristocratiques et tyranniques.

[correspondance]
- Lettres à Philippe
- Lettres des Sélembriens
- Quatre Lettres à Alexandre
- Neuf à Antipater
- Une à Mentor
- Une à Ariston
- Une à Olympias
- Une à Héphestion
- Une à Thémistagoras[20]
- Une à Philoxène
- Une à Démocrite

[poèmes]
- Un poème épique commençant par « Ô toi le pur, le plus avéré des dieux, qui lances au loin tes traits »[10].
- Un poème élégiaque commençant par « Fille d'une mère aux beaux enfants »[10].